# Schweizer Parlamentswahlen 1959/Resultate Nationalratswahlen
Die Nationalratswahlen der 36. Legislaturperiode fanden am 25. Oktober 1959 statt. Auf dieser Seite findet sich eine Übersicht über die Resultate in den Kantonen (Parteien, Stimmen, Wähleranteil, Sitze, Gewählte).